# Іванівська сільська рада (Підволочиський район)
Іва́нівська сільська́ ра́да — адміністративно-територіальна одиниця та орган місцевого самоврядування в Підволочиському районі Тернопільської області. Адміністративний центр — село Іванівка.

## Загальні відомості
- Територія ради: 4,001 км²
- Населення ради: 1 166 осіб (станом на 2001 рік)

## Населені пункти
Сільській раді були підпорядковані населені пункти:
- с. Іванівка

## Склад ради
Рада складалася з 16 депутатів та голови.
- Голова ради: Базюк Михайло Петрович
- Секретар ради: Ярошик Ганна Михайлівна

### Керівний склад попередніх скликань
| Прізвище, ім'я, по батькові | Основні відомості                                                               | Дата обрання | Дата звільнення |
| --------------------------- | ------------------------------------------------------------------------------- | ------------ | --------------- |
| Фік Іван Йосипович          | Сільський голова, 1952 року народження, член Селянської партії України          | 26.03.2006   | 31.10.2010      |
| Базюк Михайло Петрович      | Сільський голова, 1957 року народження, освіта середня спеціальна, безпартійний | 31.10.2010   |                 |

Примітка: таблиця складена за даними сайту Верховної Ради України

### Депутати
За результатами місцевих виборів 2010 року депутатами ради стали:

#### За суб'єктами висування
| Суб'єкт висування | Кількість обраних депутатів | %   |
| ----------------- | --------------------------- | --- |
| Самовисування     | 16                          | 100 |

#### За округами
| № округу | Прізвище, ім'я, по батькові    | Дата визнання обраним | Освіта  | Партійна приналежність | Відомості про обраного депутата           |
| -------- | ------------------------------ | --------------------- | ------- | ---------------------- | ----------------------------------------- |
| 1        | Гаврилюк Дмитро Іванович       | 02.11.2010            | середня | позапартійний          | тимчасово не працює                       |
| 2        | Гаврилюк Володимир Богданович  | 02.11.2010            | середня | позапартійний          | тимчасово не працює                       |
| 3        | Овчінкін Володимир Валерійович | 02.11.2010            | середня | позапартійний          | студент                                   |
| 4        | Кушнір Наталія Петрівна        | 02.11.2010            | середня | позапартійна           | приватний підприємець                     |
| 5        | Вовна Андрій Степанович        | 02.11.2010            | середня | позапартійний          | ТзОВ .Агро-Млин,, електрик                |
| 6        | Стельмах Віктор Михайлович     | 02.11.2010            | середня | позапартійний          | студент                                   |
| 7        | Кіт Ігор Романович             | 02.11.2010            | середня | позапартійний          | ВАТ, Підволочиськгаз,, слюсар             |
| 8        | Галилуйко Василь Степанович    | 02.11.2010            | середня | позапартійний          | тимчасово не працює                       |
| 9        | Олійник Ольга Михайлівна       | 02.11.2010            | середня | позапартійна           | Іванівський дошкільний заклад, вихователь |
| 10       | Ратушний Віктор Михайлович     | 02.11.2010            | середня | позапартійний          | студент                                   |
| 11       | Шмир Мирослава Василівна       | 02.11.2010            | середня | позапартійна           | Іванівська сільська рада, бухгалтер       |
| 12       | Лагудза Микола Михайлович      | 02.11.2010            | вища    | позапартійний          | студент                                   |
| 13       | Блятник Павло Іванович         | 02.11.2010            | середня | позапартійний          | студент                                   |
| 14       | Ярошик Ганна Михайлівна        | 02.11.2010            | вища    | позапартійна           | Іванівська сільська рада, секретар        |
| 15       | Разюк Роман Михайлович         | 02.11.2010            | середня | позапартійний          | Епіцентр, продавець                       |
| 16       | Поточняк Лідія Іванівна        | 02.11.2010            | середня | позапартійна           | ПП Тхорик, продавець                      |